# Érika Krum
Carmen Érika Krumsieg Palacios (Bogotá, 14 de junio de 1933 - Ib, 22 de junio de 2013) fue una actriz colombiana, pionera en la creación de la televisión y el cine colombiano, pero más recordada por su papel de la tía Loly en el teleseriado costumbrista Dejémonos de vainas.

## Biografía
Érika Krum comenzó su carrera artística desde la niñez. En los años 40 realizó su primera película, Senderos de luz. En 1948 llegó a la radio con Efraín Gómez, director de la Voz de Víctor participando en las locuciones de los cuentos.
Junto a Gaspar Ospina, en 1963, Érika daría vida a Solín (el Sancho Panza de Kalimán), en la radionovela del mismo nombre, y que ha sido una de las más exitosas de la radio colombiana.
De allí, son innumerables las producciones en que participó Krum entre 1954 y 1979: Oración por los que sufren, El amor que quisiste, Senda de rencor, La Gaviota, Rojo y negro, Yo y tú, Dialogando, Ábrete Sésamo, Aventuras infantiles, Teleclub, Los sábados de Fabricato, Telediacto y Manuelita Sáenz. Vinieron los años 80 y su trabajo, aunque no fue tan numeroso, sí cruza parte de las más importantes novelas de ese entonces en Colombia: Pero sigo siendo el rey (basada en la novela de David Sánchez Juliao). San Tropel, El divino y La casona del odio. Pero fue en los años 80, y mitad de los 90 que en el teleseriado costumbrista Dejémonos de vainas se destacó su más famoso papel de la televisión colombiana: la representación de Dolores Vargas, conocida como la Tía Loli, que era la tía de Juan Ramón Vargas.
En 2004 fue operada de un aneurisma cerebral, lo cual le dejó graves secuelas en su sistema nervioso, por lo que definitivamente decidió retirarse de toda actividad profesional.
Érika Krum falleció en Bogotá, en la madrugada del 23 de junio de 2013 a causa de un paro cardiorrespiratorio.

## Filmografía
Se destacó en telenovelas colombianas tales como:
- Casa de Reinas
- Amantes del Desierto (2001)
- Las aguas mansas (1994)
- Lucerito (1993)
- Dejémonos de vainas Coestrellas (1984-1987), RCN Televisión (1987-1989)
- San Tropel (1987)
- El Divino (1987)
- La casona del odio (1986)
- La Estrella de las Baum (1984)
- Pero sigo siendo el rey (1984)
- Juanita (1979)
- Manuelita Sáenz (1978)
- Lejos del Nido (1978)
- Un Largo Camino (1977)
- Las Señoritas Gutiérrez (1977)
- Detrás del Muro (1975-1977)
- Rojo y Negro
- El Viejo
- Mujercitas
- Las dos huerfanitas
- Teatro Popular Caracol (1972)
- Yo y Tu
- El Secreto de la Solterona
- Bolívar

## Premios obtenidos
- Premio Antena
- Premio Gloria de la Televisión
- Premio Cámara de Plata
- Premio Eloyteba
- Voces de la Radio RTVC Y ACL
- Sociedad Colombiana de Prensa, Embajada de Alemania, Congreso de la República Toda Una Vida.